# Sedum purdomii
Sedum purdomii là một loài thực vật có hoa trong họ Crassulaceae. Loài này được W.W. Sm. miêu tả khoa học đầu tiên năm 1916.